# 世継恭規
世継 恭規（よつぎ やすのり、1965年 - ）は、広告やデザインを中心に活動する日本のクリエイティブディレクター、アートディレクター。妻はファッションモデル、タレントの梅宮アンナ。

## 経歴
京都府生まれ。ハードコアパンクバンド活動を経て、グラフィックデザイナーへ。ハードコアパンクバンド時代には、大阪スタジオあひるにてザ・スターリンと共演。少年ナイフともステージを共にする。1995年「有限会社ヨツギ・ヤスノリインコーポレイション」設立。45歳の誕生日にEDWINの仕事でLAUGHIN' NOSEのポスターをデザインした。

## 主な作品
- トヨタ自動車「トヨタ・ウィングレット」コンセプト構築
- VIBE（現・MTVジャパン）CI計画、ロゴデザイン、トータルヴィジュアルディレクション。世界初の3Dロゴを制作。
- ソニー「AIBO 2nd GENERATION」ワールドキャンペーン、CM、アートディレクション[2]
- ソニー・ミュージックアソシエイテッドレコーズ「JUJU」プロモーションビデオ、CDジャケット。アルバム「YOU」MTV VMAJ 2012最優秀アルバム賞ノミネート[3]
- ポーラ「POLA THE BEAUTY」リブランディング、「POLA THE BEAUTY GINZA」店舗ヴィジュアル開発及び制作
- セイコーウオッチ「ルキアカリテ」ネーミング、ロゴデザイン、ブランドコンセプト設計
- カネボウ化粧品「SALA」プロモーション、ヴィジュアルデザイン
- チュチュアンナ「tutuanna」ロゴデザイン、ブランディング、店舗デザイン
- フォンテーヌ「LOVES CHANGE」ブランディング、店舗デザイン、ロゴ、ネーミング
- Lee Japan「BORN IN UGANDA ORGANIC COTTON PROJECT」ネーミング、ロゴデザイン、ヴィジュアルデザイン
- エフ・ディ・シィ・プロダクツ「RUGIADA」リブランディング、ヴィジュアルデザイン、広告制作
- トヨタ自動車「カルディナ」CM、広告制作、アートディレクション
- パルコ「クリスマス」[4]「グランバザール」CM、広告制作、アートディレクション
- トレンドマイクロ「ウイルスバスター」CM、広告制作[5]
- 大塚食品「ジャワティ」キャンペーンロゴデザイン、ヴィジュアルデザイン、広告制作、webデザイン
- フィールズ CI計画、会社名ネーミング 、ロゴデザイン、商品開発

## 写真集
- 吉川晃司 「A MAN IN TROUBLE KOJI KIKKAWA」
- 観月ありさ 「FOTO ARISA MIZUKI」
- 福山雅治 「LEICA・LIVE・LIFE 福山雅治」

## 受賞歴
- ブルノ国際グラフィックデザインピエンナーレ　宣伝用デザイン部門・コーポレートアイデンティティ部門2部門入選
- フランスショーモン国際ポスターフェスティバル入選。フランス図書ポスター美術館所蔵
- 世界ポスタートリエンナーレトヤマ入選。富山県立近代美術館所蔵
- ロンドン国際広告デザイン賞ファイナリスト
- INTERNATIONAL BROADCASTING AWARDS国際放送賞入選
- ニューヨークADC賞入選

ほか受賞歴多数